# Бенюк Богдан Михайлович
Богда́н Миха́йлович Беню́к (нар. 26 травня 1957, смт Битків, Надвірнянський район, Івано-Франківська область) — український актор театру та кіно, Народний артист України (1996), антрепренер, політик, народний депутат України 7-го скликання (другий у виборчому списку політичної партії ВО «Свобода» на виборах до Верховної Ради 2012 року).
Разом з Анатолієм Хостікоєвим є співзасновником Театральної компанії «Бенюк і Хостікоєв» (1999).
Тимчасово, на період дії воєнного стану, до проведення конкурсу на заміщення посади, призначений з 8 листопада 2022 року директором — художнім керівником Київського Театру на Подолі (наказ Департаменту культури КМДА від 4 листопада 2022 року).

## Життєпис
Народився 26 травня 1957 року в селищі міського типу Битків Надвірнянського району Станіславської області (нині Пасічнянська сільська територіальна громада Надвірнянського району Івано-Франківської області).
1978 — закінчив Київський державний інститут театрального мистецтва імені Карпенка-Карого.
1978–1980 — працював у Київському театрі юного глядача.
З 1980 — актор Національного академічного драматичного театру імені Івана Франка в Києві, протягом ряду років — у числі провідних.
1989–1994 — не припиняючи роботу в театрі, працював старшим викладачем у Київському державному інституті театрального мистецтва імені Карпенка-Карого.
Улітку 2016 року приєднався до патріотичного флешмобу #яЛюблюСвоюКраїну, опублікувавши відеозвернення, в якому розповів за що любить Україну.
З лютого 2018 року професор Богдан Бенюк очолює кафедру акторського мистецтва та режисури драми в Київському національному університеті імені Карпенка-Карого. З 8 листопада 2022 року тимчасово, на період дії воєнного стану, призначений директором — художнім керівником Київського Київського академічного драматичного театру на Подолі.
27 березня 2014 року внесений до опублікованого на сайті парламенту Криму списку осіб, перебування яких на території Криму є небажаним.
У 2015 році обраний депутатом Київської міської ради від ВО «Свобода».
9 листопада 2022 року очолив київський Театр на Подолі.
Вів розважальні телепрограми — кулінарну «Шоу самотнього холостяка» (Перший національний), «Біла ворона» (1+1), політично-гумористичну «Отака дурня, малята. Вечірня казка від діда Богдана» (Ukraine World News).

## Особисте життя
Одружений, має трьох дітей — дочок Мар'яну та Олесю, а також сина Богдана.
Старший брат — актор Петро Бенюк (1946—2019).

## Політична діяльність

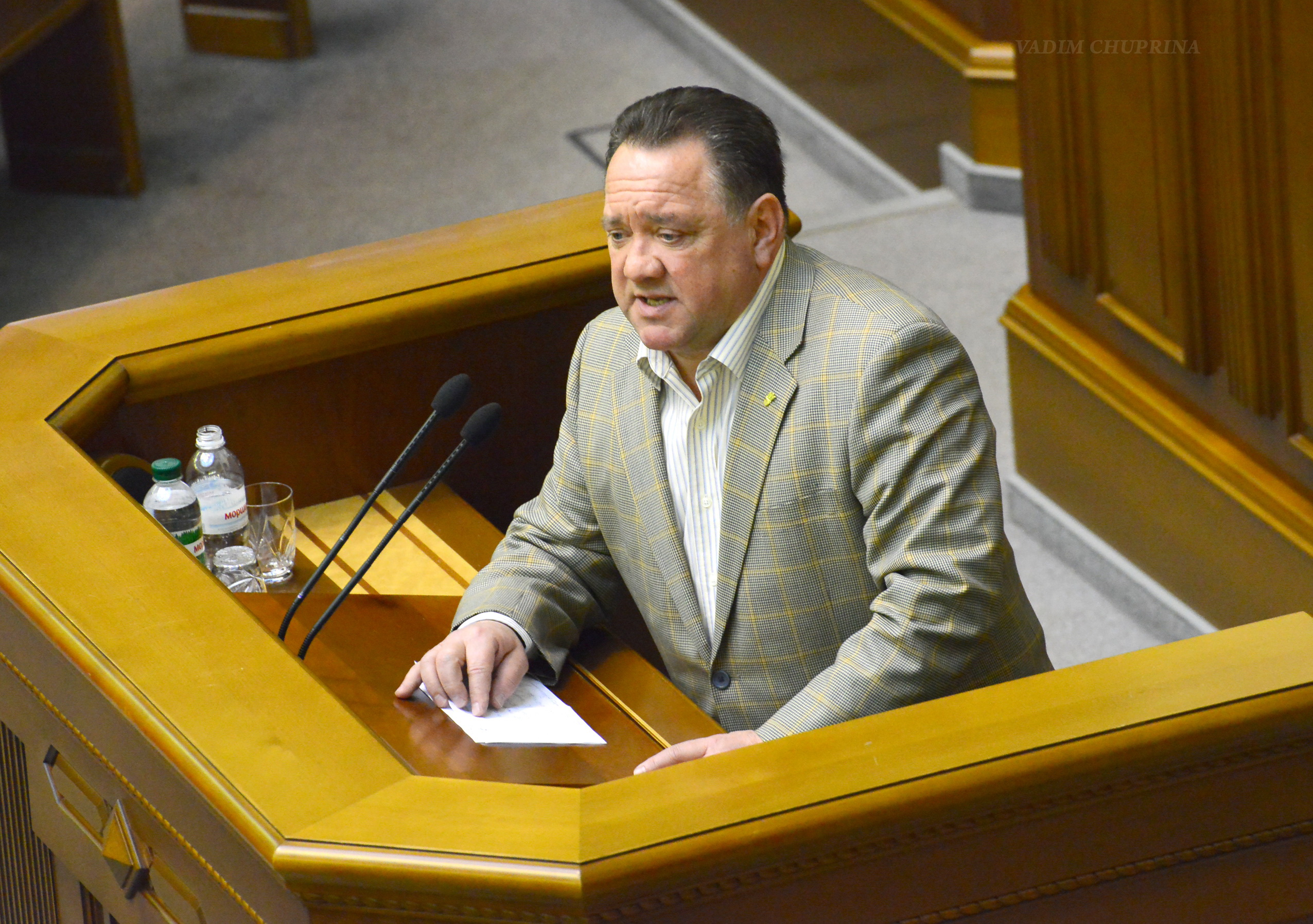
Богдан Бенюк у Верховній раді України у 2014 році

Був членом Партії зелених України (1997 — ?). Нині заступник голови Всеукраїнського об'єднання «Свобода», член Політвиконкому ВО «Свобода».
Вересень 2007 — № 4 виборчого списку Всеукраїнське об'єднання «Свобода» на парламентських виборах в Україні 2007.
Травень 2008 — № 2 виборчого списку Всеукраїнське об'єднання «Свобода» на позачергові вибори до Київської міської ради.
Жовтень 2010 — № 1 виборчого списку Всеукраїнське об'єднання «Свобода» на вибори до Київської обласної ради.
Жовтень 2012 — № 2 виборчого списку Всеукраїнське об'єднання «Свобода» на парламентських виборах в Україні 2012.
18 березня 2014 року разом із двома іншими народними депутатами від ВО «Свобода», Ігорем Мірошниченком та Андрієм Іллєнком, із застосуванням фізичної сили змусив Олександра Пантелеймонова написати заяву про звільнення з посади т.в.о. генерального директора НТКУ. Цю подію на своєму каналі транслював прес-секретар партії Олександр Аронець. Прем'єр-міністр України Арсеній Яценюк назвав неприпустимими дії «свободівців» в НТКУ.

## Ролі

### Театр
- Віка та Онисим — «Вікентій премудрий» Я. Стельмах
- Юнга — «Загибель ескадри» О. Корнійчук
- Павлик — «Фараони» О. Коломієць
- Пила — «Сон літньої ночі» В. Шекспір
- Комсорг — «Прощання в червні» Вампілов
- Роберто, Велутто — «Моя професія — сеньйор з вищого світу» Д. Скарніччі й Р. Тарабузі
- Левурда і другий кум — «Конотопська відьма» Б. Жолдак
- Пастрана — «Благочестива Марта» Тірсо де Моліна
- Патісоне — «Сміх і сльози» С. Міхалков
- Солдатик — «Регіон» М. Зарудний
- Терешко Колобок — «Трибунал» А. Макайонок
- Віля — «Дикий ангел» О. Коломієць
- Печінка — «Фронт» О. Коломієць
- Крісті Мегон — «Хвацький молодець — гордість Західного краю» Дж. Мілінгтон Сінг
- Славко — «Злива» О. Коломієць
- Жених — «Бронзова фаза» М. Зарудний
- Самурай — «Бунт жінок» Хікмет, Комісаржевський
- Евріал, Охрім — «Енеїда» І. Котляревський
- Дід Мороз — «Дванадцять місяців» С. Маршак
- Беніто Муссоліні — «Остання вистава» Мюллер
- Юнак — «Кабанчик або Біля моря»
- Перукар — «Аукціон» Гараєва
- Кіт Бегемот — «Майстер і Маргарита» М. Булгаков
- Сіре мишеня — «День народження кота Леопольда» Хайт
- Чорт — «Різдвяна ніч» М. Гоголь
- Щирий — «Момент»
- Мотл — «Тев'є-Тевель» Ш. Алейхем
- Плаксій — «Цар Плаксій і Лоскотон» В. Симоненко
- Король Франції — «Біла Ворона» Г. Татарченко
- Горобець — «Вій» М. Гоголь
- Калитка — «Сто тисяч» І. Карпенко-Карий
- Той, що греблі рве — «Лісова пісня» Леся Українка
- Юркович — «Талан» М. Старицький
- Цахес — «Крихітка Цахес» Гофман
- Швейк — «Швейк» Я. Гашек
- Онисим — «Кохання в стилі бароко» Я. Стельмах
- Собакевич — «Брате Чичиков» М. Гоголь
- Санчо Пансо — «Останній Дон Кіхот» М. і С. Дяченки
- Елфрід Дулітл — «Пігмаліон» Б. Шоу
- Яго — «Отелло» В. Шекспір
- Езоп — «Езоп» Гільєрме Фігейредо
- Кочкарьов — «Одруження» М. Гоголь
- Ян — «Сентиментальний круїз» Тамара Кандала
- Нік — «Не боюсь сірого вовка» Е. Олбі

### Кіно

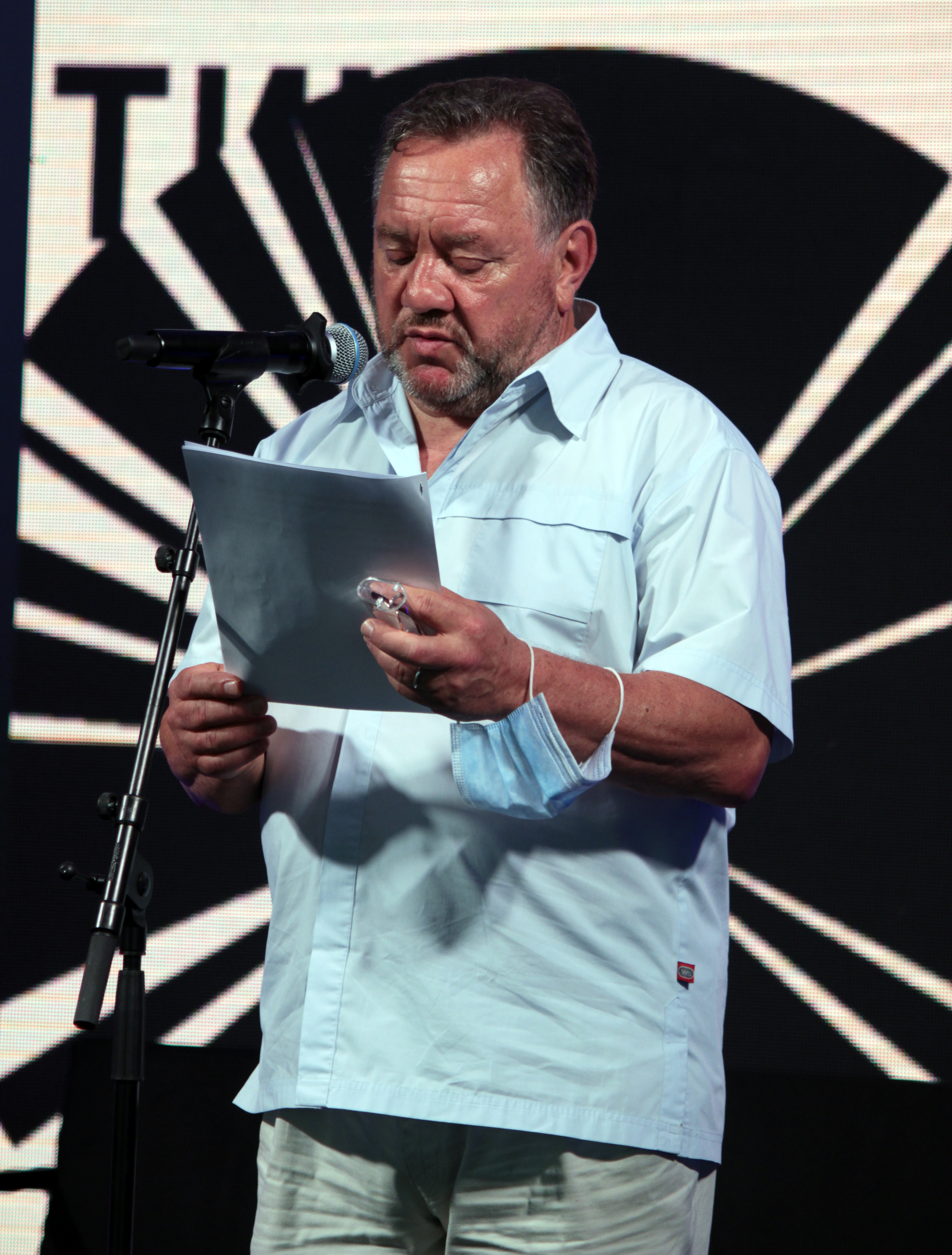
Богдан Бенюк читає «Листи з-за ґрат» на Книжковому Арсеналі 2021

- 1971–2009 — Телефон поліції - 102
- 1975–1976 — Хвилі Чорного моря — Чабан
- 1976 — Ати-бати, йшли солдати — Кринкін
- 1976 — Свято печеної картоплі
- 1978 — Дипломати мимоволі
- 1978 — На вербі груші
- 1979 — Женці
- 1980 — Крупна розмова — Гойда
- 1981 — Вони були акторами — абітурієнт
- 1982 — Жіночі радощі й печалі — Юлій Дубровін
- 1983 — Миргород та його мешканці — Антон Прокофьєвич Голопузь
- 1983 — Щастя Никифора Бубнова — Очеретін
- 1984 — Загублені в пісках
- 1985 — Як молоді ми були
- 1987 — Жив-був Шишлов — Пасинков
- 1987 — Філер
- 1987 — Голий — людина на судні
- 1988 — Дама з папугою — Жора
- 1988 — Дорога в пекло — Павло
- 1988 — Камінна душа — Кудиль
- 1988 — Любов до ближнього — чоловік
- 1990 — Конотопська відьма
- 1990 — Імітатор
- 1990 — Сеніт зон (Санітарна зона) — перший стрілочник
- 1991 — Вірний Руслан (Історія вартового собаки)
- 1991 — Тримайся, козаче!
- 1991 — Із житія Остапа Вишні
- 1991 — Капітан Крокус — клоун Коко
- 1991 — Кому вгору, кому вниз
- 1992 — Постріл у труні — господар автомайстерні
- 1992 — Для домашнього огнища
- 1992 — Сорочка зі стьожкою — недоторканий
- 1993 — Браві хлопці — підполковник Скелет
- 1993 — Золоте курча — Борсук
- 1993 — Фучжоу — Горілий
- 1995 — Москаль-чарівник — солдат Ліхой
- 1995 — Об'єкт «Джей» — Богдан
- 1997 — Сьомий маршрут
- 2000 — Чорна рада
- 2003 — Завтра буде завтра — підкуплений начальник міліції
- 2006 — Утьосов. Пісня завдовжки з життя — Леонід Осипович Утьосов
- 2007 — Коли її зовсім не чекаєш — Петро
- 2007 — Ліквідація — Леонід Утьосов
- 2008 — Таємничий острів — недоумкуватий
- 2009 — Кандагар — бортінженер Роман Вакуленко
- 2010 — Ми з джазу 2
- 2011 — Мисливці за діамантами — Піценко, капітан міліції
- 2013 — Іван Сила
- 2015 — Урсус — Хома Гоголь
- 2015 — Тепер я буду любити тебе
- 2018 — Таємний щоденник Симона Петлюри — Михайло Грушевський
- 2018 — Лайко: ром у космосі — Леонід Брежнєв
- 2019 — Тарас. Повернення — Дядька
- 2020 — Мати Апостолів —Федір
- 2021 — Небо-парасолька — Дідусь Алексіс
- 2023 — Капітан Бровари — таксист Ігор
- 2023 — Мій карпатський дідусь — дідусь
- 2024 — Хазяїн 2. На своїй землі — Пузир

### Озвучування мультфільмів
- 1980 — «Капітошка» - Вовченя в 1-й серії
- 1983 — «Миколине багатство»
- 1985 — «Дівчинка та зайці»
- 1989 — «Івасик-Телесик»
- 1989 — «Три Паньки» - читає текст
- 1994 — «Історія одного Поросятка» - читає текст
- 1996 — «Вій»
- 1997 — «Покрово-Покрівонько...» (у титрах не вказаний)
- 1997 — «Як метелик вивчав життя» - читає текст
- 1998 — «Синя шапочка» - читає текст
- 2008 — «Маленький великий пес»
- 2008 — «Чарівний горох»
- 2020 — «Віктор Робот»

### Дублювання
- 1937 — Білосніжка і семеро гномів — Мудрик
- 1997 — Геркулес — Філ
- 2001 — Шрек — Шрек
- 2002 — Планета скарбів — Джон Сільвер
- 2007 — Реальні кабани — Боббі
- 2007 — Шрек Третій — Шрек
- 2007 — Шрек: Різдво — Шрек
- 2009 — Старі пси — Чарлі
- 2009 — Захоплення підземки 123 — Райдер
- 2010 — Одного разу в Римі — Ел Руссо
- 2010 — Історія іграшок 3 — плюшевий ведмідь Татко
- 2010 — Шрек назавжди — Шрек
- 2012 — Лоракс — лісовик Лоракс
- 2016 — Angry Birds у кіно — Леонард
- 2019 — Angry Birds у кіно 2 — Леонард

## Визнання та нагороди
- Заслужений артист УРСР (1988)
- Народний артист України (1996)
- Лауреат Державної премії України імені Олександра Довженка (1998)
- Лауреат Національної премії України імені Тараса Шевченка (2008)
- Лицар Ордену «За заслуги»:
  - «За заслуги I ступеня» (2017)[17]
  - «За заслуги II ступеня» (2010)[18]
  - «За заслуги III ступеня» (2007)[19]

- Лауреат театральної премії «Київська пектораль»:

- 1994 — за роль Юркевича у виставі «Талан» М. Старицького,
- 2001 — за роль Собакевича у виставі «Брате Чичиков» за М. Гоголем

На 7 Міжнародному театральному фестивалі англ. Academy of Performing Arts Awards в Пекіні отримав нагороду в номінації «За кращу чоловічу роль» (2017).
Найкраща чоловіча роль іспанського фестивалю Calella Film Festival у фільмі "Мій карпатський дідусь"(2024).